# Andrzej Adamowicz
Andrzej Stanisław Adamowicz (* 9. April 1947 in Zagóry) ist ein polnischer Politiker (PL, ZChN, AWS). Von 1991 bis 1993 gehörte er dem Sejm in dessen I. Wahlperiode an.

## Leben und Beruf
Nachdem Adamowicz 1973 sein Studium an der Warschauer Naturwissenschaftliche Universität abgeschlossen hatte, bewirtschaftete er seinen eigenen Hof als selbständiger Landwirt.

## Politik
Adamowicz gehörte in den 1980er Jahren der landwirtschaftlichen Abteilung der Gewerkschaft Solidarność an. Nach der politischen Wende gehörte er dem Gemeinderat der Gmina Czerniewice an.
Bei der ersten vollständig freien Parlamentswahl 1991 wurde er als Vertreter der Solidarność der Einzelbauern auf der Liste des Wahlbündnisses Porozumienie Ludowe (PL) in den Sejm gewählt, wo er dem Fraktionsvorstand der PL angehörte. 1993 schied er aus dem Sejm aus. Später trat er der Zjednoczenie Chrześcijańsko-Narodowe (ZChN) bei. Für diese wurde er auf der Liste des Wahlbündnisses Akcja Wyborcza Solidarność bei den Selbstverwaltungswahlen 1998 für eine vierjährige Amtsperiode in den Woiwodschaftssejmik der Woiwodschaft Łódź gewählt. 2001 kandidierte er erfolglos für sein eigenes Wahlkomitee zum Senat der Republik Polen. Bei der Parlamentswahl 2005 kandidierte er für die ZChN auf der Liste der Partia Centrum. Diese scheiterte jedoch mit nur 0,2 % der Stimmen an der 5-%-Hürde.